# Bezručova alej
Bezručova alej je přímá, více než 6 km dlouhá lipová a kaštanová alej lemující silnici II/422 z Valtic do Lednice (okres Břeclav v Jihomoravském kraji). Vysázena byla v roce 1715 jako spojnice lichtenštejnských zámků Valtice a Lednice, přičemž přetínala zemskou hranici mezi Dolními Rakousy a Moravou. Později byla pojmenována podle básníka Petra Bezruče, který často do Valtic zajížděl jako turista a věnoval jim báseň Valčice. Alej je součástí Lednicko-valtického areálu a je zvláště chráněna jako evropsky významná lokalita coby stanoviště brouka páchníka hnědého (Osmoderma eremita).
Na začátku aleje se nachází pylon. Alej též vede přes hráz mezi Hlohoveckým a Prostředním rybníkem (součást Lednických rybníků).